# Lukîșciîna (Zavorsklo), Poltava
Lukîșciîna (în ucraineană Лукищина) este un sat în comuna Zavorsklo din raionul Poltava, regiunea Poltava, Ucraina.

## Demografie
Componența lingvistică a localității Lukîșciîna
     Ucraineană (94,55%)
     Rusă (5,45%)
Conform recensământului din 2001, majoritatea populației localității Lukîșciîna era vorbitoare de ucraineană (94,55%), existând în minoritate și vorbitori de rusă (5,45%).